# Heinrich von Brentano
Heinrich Joseph Maximilian Johann Maria von Brentano di Tremezzo GCC (Offenbach am Main, 20 de Junho de 1904 – Darmstadt, 14 de Novembro de 1964) foi um advogado e político alemão da União Democrata-Cristã (CDU). Ele foi Ministro do Exterior da RFA entre 1955 e 1961.

## História
Brentano nasceu em Offenbach am Main. Estudou Jurisprudência na Universidade de Munique e a partir de 1932 trabalhou como advogado. Entre 1943 e 1945 trabalhou em procuradoria na cidade alemã de Hanau. Viveu com a sua mãe até 1948.
Em 1961 houve rumores sobre a sua possível homossexualidade, e quando Konrad Adenauer foi questionado sobre o assunto, este respondeu: "Ele ainda não se atirou a mim". 
Depois da Segunda Guerra Mundial foi um dos fundadores da União Democrata-Cristã (CDU) em Hesse e ainda uma figura importante nos primeiros anos da Comunidade Económica Europeia.
Brentano morreu de cancro aos 60 anos de idade.